# 没人懂我
《没人懂我》是美国唱作歌手麦当娜的歌曲。这首歌曲是由麦当娜与米尔维斯·艾哈迈德扎伊为麦当娜在2003年发行的录音室专辑《梦醒美国》所创作和制作的。这首歌曲于2003年10月15日在美国作为促销单曲被发行，同时其混音版本被收录在麦当娜于2003年所发行的混音迷你专辑《神话再现》中。
《没人懂我》这首歌曲延续了《梦醒美国》专辑的风格，其歌词使用了大量消极词语。《没人懂我》混合了舞曲与电子风格，同时还融入了声码器效果、太空合成器（Spacey Synths）和泡沫贝斯（Bubbly Bass）等元素。而在歌词方面，麦当娜表达了她对小报文化中“社会病”的抵制，并对电视和杂志表达了谴责。
《没人懂我》收获了乐评人的普遍好评，甚至许多人将这首歌曲称为《梦醒美国》专辑中的亮点。这首歌曲在美国各地的俱乐部电台中发行了四种混音版本，其中一个版本登上了告示牌舞曲夜店歌曲榜的第四名。同时，这首歌曲与《不再失去》也在美国舞曲畅销榜上名列前茅；同时也登上了澳大利亚的ARIA夜店歌曲榜。
在2004年的重生世界巡回演唱会上，麦当娜独自表演了这首歌曲。而在2012年的MDNA巡回演唱会上，这首歌曲也被用作过场视频。而在这份视频里，麦当娜将自己的相貌与世界诸多名人的肖像嫁接在一起。法国极右翼政客玛丽娜·勒庞因这个视频起诉过麦当娜，理由是视频中将她的肖像与纳粹符号及希特勒的肖像叠加在一起。

## 创作背景
《梦醒美国》是麦当娜在小牛唱片的最后一张单曲，这也标志着小牛唱片作为独立唱片公司11年历史的结束。在VH1的一次采访里，麦当娜表示这张唱片阐释了自己在唱片工业坚持20年的动机并声称“物质”不是最重要的。她说：“当我回顾过去20年时，我意识到很多东西的价值其实并不重要。”她以此来回应这张专辑所表达的“非物质”主题。《梦醒美国》这张专辑常常被某些人认为是概念专辑，其主题是用来探讨美国的政治。但麦当娜却表示，“（这些歌曲）是在审视我所珍惜的东西和那些我所担忧的事情以及过于在意的事情，并意识到这些其实并不重要，因此希望从那片虚妄的世界里挣脱出来。” 《麦当娜：宛如偶像》的作者露西·奥布莱恩表示，《梦醒美国》这张专辑的主要概念就是“无”。这在《没人懂我》等歌曲中表现尤为明显，例如这首歌曲和《不再失去》使用了否定词作为标题；而歌曲《满满爱意》的歌词里则全是否定意味。使用否定语气表达了麦当娜讽刺外界对自己的看法，并强调她对浪漫爱情的了解。奥布莱恩这样阐述了专辑和这首歌曲的概念：
|  | 如果说《宛如祈祷者》是她的离婚专辑，那么《梦醒美国》就是她的心理剖析。她甚至核对过西格蒙德·弗洛伊德的名字并借此抛出了诸多问题：我是谁？我将去往何处？这一切的意义是什么？专辑的大部分内容都充满了讽刺意味：从主打歌不满的无聊到《没人懂我》的强硬，这都表达了麦当娜对名人效应所带来的幽闭恐惧症做斗争。 |

麦当娜在其2003年发行的迷你专辑《神话再现》中也收录这首歌的重混版。彼得·劳霍夫、芒特·西姆斯和超越自我三人组等人都为这首歌制作了不同的重混版，以便适用于不同的夜店需求。2004年，麦当娜发行了一本名为《没人懂我》的同名自传。但是这本书仅仅在她的官方网站限时销售一个月，每本售价24美元。其中有52页罕见或未曾公开过的照片，并由“一位偶像和她的天使附上评论”。

## 创作过程
《没人懂我》是由麦当娜与米尔维斯·艾哈迈德扎伊共同创作并制作完成。《梦醒美国》专辑的录音工作开始于2001年末，但随后因为麦当娜要前往马耳他拍摄电影《浩劫妙冤家》以及在西区剧院演出戏剧《大家有份》而暂停。直到2002年下半年，麦当娜才重新返回奥林匹克声音工作室继续录制工作，并在此期间完成了专辑录制。专辑的混音是由尖头斯腾特在位于加利福尼亚州西好莱坞的西湖录音工作室完成的，而其母带制作则是由蒂姆·杨（Tim Young）在伦敦的大都会工作室所完成的。米尔维斯·艾哈迈德扎伊负责了歌曲的吉他弹奏，同时还为歌曲进行了必要的编程。像《没人懂我》和《好莱坞》这两首歌曲都是用了两台机器进行录音，原因在于麦当娜喜欢使用自动调谐插件，而米尔维斯·艾哈迈德扎伊则喜欢AMS移调效果器。麦当娜选择自动调谐插件是因为希望《没人懂我》更舞曲化一点，但是米尔维斯·艾哈迈德扎伊却反对这种做法。
《没人懂我》使用了声码器效果、太空合成器（Spacey Synths）和泡沫贝斯（Bubbly Bass）等元素。IGN音乐频道的斯宾塞·迪（Spencer D.）表示，《没人懂我》有点类似《杰森一家》风格迪斯科舞曲的起起伏伏的尖音、颤音和不安音，就像是她2000年专辑《音乐圣堂》中的歌曲。歌曲的开始是一段经过声码器处理后的气泡人身小和弦，同时用重鼓声来强调歌曲主歌部分的旋律。《没人懂我》是在平时写作而成的，采用了120BPM的中快板节拍。整首歌的曲调由C大调构成，而麦当娜的音域可以横跨B3到C5。《没人懂我》的和弦进程遵循了“C–Am–D–Am–A–E”的基本曲序。而在歌词方面，麦当娜表达了她对小报文化中“社会病”的抵制，以及对杂志和电视的批判。歌曲和声中仿佛出现的变调回声代表麦当娜似乎在思考这样的问题，“如果被误解了，那当然不对；可是我为什么要在乎世界看我的眼光呢？” 奥布莱登（O'Brien）将其描述成带有童趣般挑衅歌词的梦呓歌曲，并驳斥了那些抨击麦当娜“小心翼翼地守护内心的自我”的乐评人是一无所知。

### 制作团队
| 姓名                  | 职务                              |
| --------------------- | --------------------------------- |
| 麦当娜                | 主唱 / 和音 / 词曲作家 / 制作人   |
| 米尔维斯·艾哈迈德扎伊 | 词曲作家 / 制作人 / 吉他手 / 编程 |
| 尖头斯腾特            | 混音                              |
| 蒂姆·杨               | 母带制作                          |

### 发行版本
| 《不再失去》（美版12英寸单曲） | 《不再失去》（美版12英寸单曲） | 《不再失去》（美版12英寸单曲） |
| 曲序                           | 曲目                           | 时长                           |
| ------------------------------ | ------------------------------ | ------------------------------ |
| 1.                             | 不再失去（）                   | 8:24                           |
| 2.                             | 不再失去（）                   | 6:44                           |
| 3.                             | 不再失去（）                   | 7:29                           |
| 4.                             | 不再失去（）                   | 7:45                           |
| 5.                             | 不再失去（）                   | 7:28                           |
| 6.                             | 没人懂我（）                   | 8:07                           |
| 7.                             | 没人懂我（）                   | 8:45                           |
| 8.                             | 没人懂我（）                   | 5:26                           |

| 美版黑胶宣传单曲 | 美版黑胶宣传单曲 | 美版黑胶宣传单曲 |
| 曲序             | 曲目             | 时长             |
| ---------------- | ---------------- | ---------------- |
| 1.               | 没人懂我（）     | 8:07             |
| 2.               | 没人懂我（）     | 4:46             |
| 3.               | 没人懂我（）     | 8:50             |
| 4.               | 没人懂我（）     | 5:25             |

| 数字视频单曲 | 数字视频单曲         | 数字视频单曲 |
| 曲序         | 曲目                 | 时长         |
| ------------ | -------------------- | ------------ |
| 1.           | 音乐圣堂（现场实况） | 2:31         |
| 2.           | 没人懂我（现场实况） | 3:36         |

## 反响评论

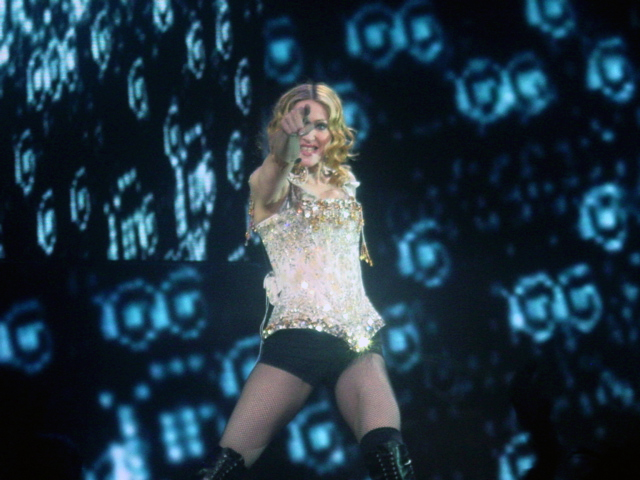
麦当娜在2004年重生世界巡回演唱会上表演《没人懂我》。

《没人懂我》在乐评人那获得了普遍的好评。完全音乐的史蒂芬·汤姆斯·埃尔文称赞这首歌是整张专辑中最好的作品之一，并称其“极具感染力”。《人民报》的肖恩·奥布莱恩则直言《无人懂我》是“专辑中最好的歌曲”，也是麦当娜“有史以来最好的歌曲”。他还说这首歌是麦当娜被誉为流行女王的理由。《纽约时报》的乔恩·帕雷莱斯将其视为专辑中最适合跳舞的歌曲。露西·奥布莱恩在其作品《麦当娜：宛如偶像》中将这首歌称为“听到让人震惊”。《地铁时报》称米尔维斯·艾哈迈德扎伊的编程是“迄今为止专辑内最好的东西”。《SPIN》的詹姆斯·汉纳哈姆比较了《没人懂我》与唐娜·桑默的《感受到爱》，认为《没人懂我》专辑中的亮点。BBC音乐的阿兰·布莱德伍德（Alan Braidwood）认为这首歌融合电子、混乱、快速及狂躁的敲打合成器是“疯狂的”，“这其中有太多的东西以致于你需要多听几次，但这就是王牌。” 来自《娱乐周刊》的肯·塔克（Ken Tucker）将《没人懂我》描述为“彻底的刺激”，并“巧妙地安排了小小的内容与形式的冲突”。IGN音乐的斯宾塞·迪（Spencer D.）评论道，到目前为止，这首歌是整张专辑里最酷的歌曲。《Q》杂志的保罗·里斯（Paul Rees）将歌曲形容为“充满戏剧、暗黑和惊喜的传统摇滚歌曲”。《今日美国》的艾德娜·贾德森（Edna Gunderson）表示说：“《没人懂我》这首‘时髦的’合成流行乐充分证明了麦当娜作为一个精明的流行乐创作歌手那‘不打折扣的’能力。”
雅虎音乐的丹·根诺（Dan Genoe）则评论歌曲中的麦当娜有人格危机。《乡村之声》的洁西卡·温特（Jessica Winter）对这首歌提出了不同的评价，她写道：“它稍微削弱了米尔维斯·艾哈迈德扎伊在自己的俱乐部创作出《迪斯科科学（Disco Science）》时的欢快节拍，故意模糊的媒体的挖掘并辩解为自我提升。而将麦当娜的声音合成婴儿的咯咯笑声，如果不是显得很多余的话，或许可以说可爱。” 来自《洛城周刊》的约翰·佩恩（John Payne）推测道，即使在这首歌的和音里，他都可以看到“这个特殊偶像心中那根深蒂固的真情实感。‘为什么我要在乎世界对我的看法？’这句话的意思就是说，是的，她的确非常关心这个世界对她的看法。她说她会从公众视线里消失，‘谁会在意这个？嗯？’” 《麦当娜完全音乐指南》（The Complete Guide to the Music of Madonna）的作者里基·努克斯比（Rikky Rooksby）也对这首歌给予了负面评价，称《没人懂我》是麦当娜有史以来录制过最愚蠢的歌曲。

## 榜单成绩
《没人懂我》与《不再失去》一起在热门舞曲单曲畅销榜上名列前茅，而由彼得·劳霍夫制作的重混版则在夜店舞曲热播榜上排行第四。根据弗雷德·布朗森的介绍，这支重混版的《没人懂我》于2003年12月27日发行，随机直接空降热门单曲畅销榜和热门舞曲单曲畅销榜冠军；同时在当周，这支单曲也上升至夜店舞曲热播榜前20名。由布兰妮·斯皮尔斯为麦当娜配唱的《呛音乐》也在夜店舞曲热播榜的前20名，如果再算上同时在榜的《没人懂我》和《不再失去》，麦当娜成为唯一一位在该榜单前20名同时拥有三首歌曲的歌手。而在热门舞曲单曲畅销榜当年的年榜上，麦当娜的《不再失去 / 没人懂我》名列榜单第二；而同为麦当娜单曲的《呛音乐》与《满满爱意》则分列第一和第三位。《公告牌》表示麦当娜是唱片历史上第一个在“热门舞曲单曲畅销榜”年榜包揽前三的歌手。
在澳大利亚，《没人懂我》的“彼得·劳霍夫重混版 / 超越自我三人组重混版”首周登上ARIA夜店歌曲榜第80名，但在次周就登上了最高排名——第49位。
| 排行榜（2003）                       | 最高排名 | 备注                            |
| ------------------------------------ | -------- | ------------------------------- |
| 澳大利亚（ARIA夜店歌曲榜）           | 49       |                                 |
| 美國（《告示牌》夜店舞曲热播榜）     | 4        |                                 |
| 美國（《告示牌》热门舞曲单曲畅销榜） | 1        | 作为《不再失去》的B面曲一同上榜 |

| 排行榜（2004）                       | 最高排名 | 备注                            |
| ------------------------------------ | -------- | ------------------------------- |
| 美國（《告示牌》热门舞曲单曲畅销榜） | 2        | 作为《不再失去》的B面曲一同上榜 |

## 现场表演

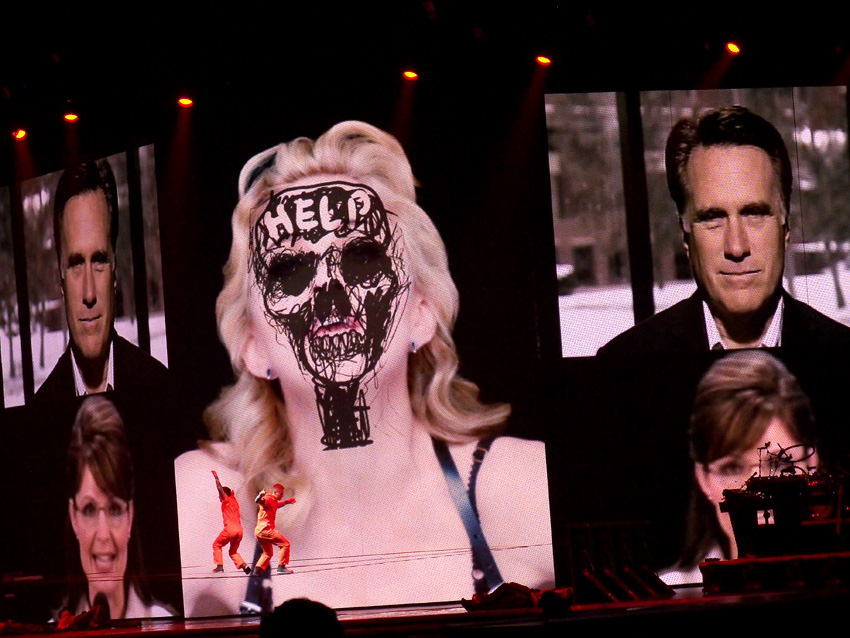
舞者在麦当娜2012年MDNA巡回演唱会的过场环节中，伴随《没人懂我》的视频表演走扁带。在这个过场视频里，麦当娜的脸庞与其他世界知名人士的面部进行叠加、交换。

麦当娜在2004年的重生世界巡回演唱会上演唱了这首歌，作为其演唱会开幕部分的第二首歌曲。麦当娜所使用的《没人懂我》版本是“彼得·劳霍夫私人生活重混版”。根据《麦当娜的现场秘密！重生及舞池告白演唱会》（Madonna Live! Secret Re-inventions and Confessions on Tour）一书的作者德克·蒂默曼（Dirk Timmerman）表示，麦当娜在演唱会的表演上其实只是对嘴而已。在这个表演部分里，麦当娜身上所穿着的镶嵌满宝石的紧身胸衣是由时装设计师克里斯蒂安·拉克鲁瓦所制作。在开场曲《风尚》之后，麦当娜伴随《没人懂我》的前奏走上舞台前方的传动带，而与此同时一些激光字出现在她身后的大屏幕上。这段表演中，还有一个可以升降的巨大伸展台。在这段表演结束后，麦当娜在舞台上独唱了《冷若冰霜》。这场《没人懂我》的实况表演最后收录在《麦当娜的秘密日记》纪录片与现场专辑里。
这首歌曲后来也在2012年MDNA巡回演唱会作为过场视频使用，以致哀泰勒·克莱门蒂和其他因霸凌而自杀的青少年们。这部电影视频由瑞典导演鲁安·索德贝执导；他将麦当娜的脸与世界名人的脸叠加组合到一起，这其中包括中华人民共和国时任国家主席胡锦涛、美国共和党前副总统候选人萨拉·佩林和天主教教宗本笃十六世等。视频中也出现了法国极右翼政客玛丽娜·勒庞的肖像，并且在她肖像的额头上叠印了纳粹标志，随后又将她的肖像变成了阿道夫·希特勒的肖像。当时法国的社会党政府发言人纳贾特·瓦洛-贝勒卡西姆对此表示失望。但是，麦当娜在这天随后的演唱会上依旧播出了这段视频。这促使玛丽娜·勒庞决定入禀法院起诉麦当娜。玛丽娜·勒庞的发言人表示，他们将以“公开侮辱”为由在未来几日递交诉状至巴黎法院。针对诉讼，麦当娜回应道：“我知道我令某个玛丽娜·勒庞非常生气。但这并不以为我想和她结仇。” 随后，麦当娜在接受巴西环球电视网的采访时解释说，这组镜头是关于“我们人类之间的彼此不宽容。我们在认识别人之前就对他进行了某些判断。这就是为什么要在《没人懂我》这首歌中这样做。” 但是在后续的法国尼斯演唱会上，这段视频中的纳粹符号被问号所取代。这段表演被收录在麦当娜的第四张现场专辑《MDNA世界巡回演唱会》。

### 脚注
1. ↑  中文译名参加台湾华纳音乐官网有关介绍。

### 出典
1. ↑  Teather, David. . 卫报. 伦敦: 卫报传媒集团（英语：Guardian Media Group）. 2004-06-16  [2020-04-13]. （原始内容存档于2017-09-07）.
2. ↑  . ABC新闻. 美国广播公司. 2004-07-20  [2020-04-13]. （原始内容存档于2016-03-03）.
3. ↑  . 美通社. 联合商业传媒（英语：UBM plc）. 2003-04-14  [2020-04-13]. （原始内容存档于2012-06-20）.
4. ↑  Norris, John. . MTV新闻. 维亚康姆. 2003-04-22  [2020-04-13]. （原始内容存档于2013-05-13）.
5. 1 2 3 4  O'Brien 2008，第368–369頁
6. ↑  Vineyard, Jennifer. . MTV新闻. 维亚康姆. 2003-10-27  [2020-04-13]. （原始内容存档于2020-04-13）.
7. ↑  Caulfield, Keith. . 公告牌. 尼尔森商业传媒. 2003-10-26  [2020-04-13]. （原始内容存档于2016-03-04）.
8. ↑  . 麦当娜官方网站. 2003-11-25  [2020-04-13]. （原始内容存档于2004-03-06）.
9. 1 2 3 4 5  麦当娜; 米尔维斯·艾哈迈德扎伊（英语：Mirwais (musician)）. . 小牛娱乐（英语：Maverick (company)） / 华纳唱片. 2003: 14. ASIN B00122KUEG.
10. ↑  O'Brien 2008，第368頁
11. 1 2  Micallef, Ken. . 电子音乐家（英语：Electronic Musician）. 新湾区传媒（英语：NewBay Media）. 2003-06-01  [2020-04-09]. （原始内容存档于2003-06-18）.
12. 1 2 3  Rooksby 2004，第64頁
13. ↑  drewhnovak. . 卫星音乐网（英语：Sputnikmusic）.   [2020-04-09].
14. 1 2  D., Spencer. . IGN音乐频道. 2003-04-23  [2020-04-0]. （原始内容存档于2008-05-06）.
15. 1 2 3  . Find Sheet Music.   [2020-04-09]. （原始内容存档于2015-06-07）.
16. ↑  Cinquemani, Sal. . 偏锋杂志. 2008-07-11  [2020-04-09]. （原始内容存档于2013-10-29）.
17. 1 2  Parele, Jon. . 纽约时报 (纽约时报公司). 2003-04-18  [2020-04-09]. （原始内容存档于2020-05-29）.
18. ↑  O'Brien 2008，第374頁
19. ↑  Erlewine, Stephen Thomas. . AllMusic. 乐威公司（英语：Rovi Corporation）. 2003-04-25  [2020-04-11]. （原始内容存档于2020-08-04）.
20. ↑  O'Brien, Sean. . 人民报（英语：The Sunday People）. 时代公司. 2003-04-06  [2020-04-11]. （原始内容存档于2003-04-25）.
21. ↑  O'Brien 2008，第263頁
22. ↑  Dominic, Serene. . 地铁时报（英语：Metro Times）. 时报－三叶草传播（英语：Times-Shamrock Communications）. 2003-05-04  [2020-04-11]. （原始内容存档于2013-12-03）.
23. ↑  Hannaham, James. . SPIN. 蜂鸣传媒（英语：Buzz Media）. 2003-06-29  [2020-04-11]. （原始内容存档于2015-07-09）.
24. ↑  Braidwood, Alan. . BBC音乐（英语：BBC Music）. BBC在线: 2. 2003-04-10  [2020-04-11]. （原始内容存档于2003-07-28）.
25. ↑  Tucker, Ken. . 娱乐周刊. 时代公司. 2003-04-25  [2020-04-11]. （原始内容存档于2014-10-10）.
26. ↑  Rees, Paul. . Q (鲍尔传媒集团). 2003-05, 67: 3  [2020-04-11]. ISSN 0955-4955. （原始内容存档于2014-02-24）.
27. ↑  Gunderson, Edna. . 今日美国. 甘尼特公司. 2003-04-21  [2020-04-11]. （原始内容存档于2016-03-16）.
28. ↑  Gennoe, Dan. . 雅虎音乐（英语：Yahoo! Music）. 雅虎. 2003-04-22  [2020-04-11]. （原始内容存档于2004-02-14）.
29. ↑  Winter, Jessica. . 乡村之声. 声音传媒集团（英语：Voice Media Group）. 2003-05-06  [2020-04-11]. （原始内容存档于2013-03-16）.
30. ↑  . 洛城周刊（英语：LA Weekly）. 声音传媒集团（英语：Voice Media Group）: 2. 2003-05-08  [2020-04-11].
31. ↑  . Billboard (Nielsen Business Media, Inc.). 2003-12-27, 115 (52): 52  [2020-04-09]. ISSN 0006-2510.
32. ↑  . Billboard.   [2020-04-09]. （原始内容存档于2020-06-14）.
33. 1 2 3  Fred Bronson（英语：Fred Bronson）. . Billboard (Nielsen Business Media, Inc.). 2013-02-14, 115 (52): 73  [2020-04-09]. ISSN 0006-2510.
34. 1 2  Bronson, Fred. . Billboard (New York: Nielsen Business Media, Inc). 2004-12-25, 116 (52): 20, 54  [2020-04-10]. ISSN 0006-2510. （原始内容存档于2016-04-28）.
35. 1 2  澳大利亚唱片业协会榜.  (PDF). 澳洲国家图书馆. 澳大利亚唱片业协会.   [2020-04-10]. （原始内容存档 (PDF)于2017-04-23）.
36. ↑  . Billboard (Nielsen Business Media, Inc). 2003-12-27, 115 (52): 52  [2020-04-10]. ISSN 0006-2510.
37. ↑  Timmerman 2007，第46頁
38. ↑  Timmerman 2007，第83頁
39. ↑  Lewis, Caroline. . 文化24（英语：Culture24）. 2006-10-28  [2020-04-10].
40. ↑  . 世纪报. 费尔法克斯传媒（英语：Fairfax Media）. 2004-05-26  [2020-04-10]. （原始内容存档于2013-11-15）.
41. ↑  O'Brien 2008，第378頁
42. ↑  Moss, Cory. . MTV新闻. 2004-05-25  [2020-04-10]. （原始内容存档于2014-01-06）.
43. ↑  McCabe, Bret. . 巴尔的摩城市报（英语：Baltimore City Paper） (时报－三叶草传播（英语：Times-Shamrock Communications）). 2004-06-16  [2020-04-10]. （原始内容存档于2014-01-09）.
44. ↑  Madonna.  (CD/DVD). 华纳家庭录像（英语：Warner Home Video）. 2005.
45. 1 2 3  Samuel, Henry. . 每日电讯报 (伦敦: 電訊媒體集團). 2012-06-04  [2020-04-10]. （原始内容存档于2012-07-23）.
46. ↑  . YouTube.   [2020-04-10]. （原始内容存档于2020-07-29）.
47. ↑  . 赫芬顿邮报 (阿里安娜·赫芬顿). 2012-06-04  [2020-04-11]. （原始内容存档于2017-01-04）.
48. ↑  Wisher, Kim. . 卫报 (伦敦: 卫报新闻传媒（英语：Guardian News and Media）). 2012-07-12  [2020-04-11]. （原始内容存档于2020-04-11）.
49. ↑  Leffler, Rebecca. . 好莱坞报道 (普羅米修斯環球媒體). 2012-08-22  [2020-04-11]. （原始内容存档于2020-04-11）.
50. ↑  Nissim, Mayer. . 数码间谍. 2012-07-24  [2020-04-11]. （原始内容存档于2015-09-24）.
51. ↑  . AllMusic.   [2020-04-11]. （原始内容存档于2014-05-11）.

### 文献
- O'Brien, Lucy, , 矮脚鸡出版社（英语：Bantam Press）, 2008, ISBN 9780552153614
- Rooksby, Rikky,  [麦当娜完全音乐指南], 公共马车出版社（英语：Omnibus Press）, 2004, ISBN 0711998833
- Timmerman, Dirk,  [麦当娜的现场秘密！重生及舞池告白演唱会], Maklu Publications Inc, 2007, ISBN 9085950023